# Bisnhal, Kushtagi
Bisnhal là một làng thuộc tehsil Kushtagi, huyện Koppal, bang Karnataka, Ấn Độ.